# Henryk Szyper
Henryk Szyper (do 1948 Schipper) (ur. 1 października 1900 w Stanisławowie, zm. 6 maja 1949 w Warszawie) – historyk literatury.

## Życiorys

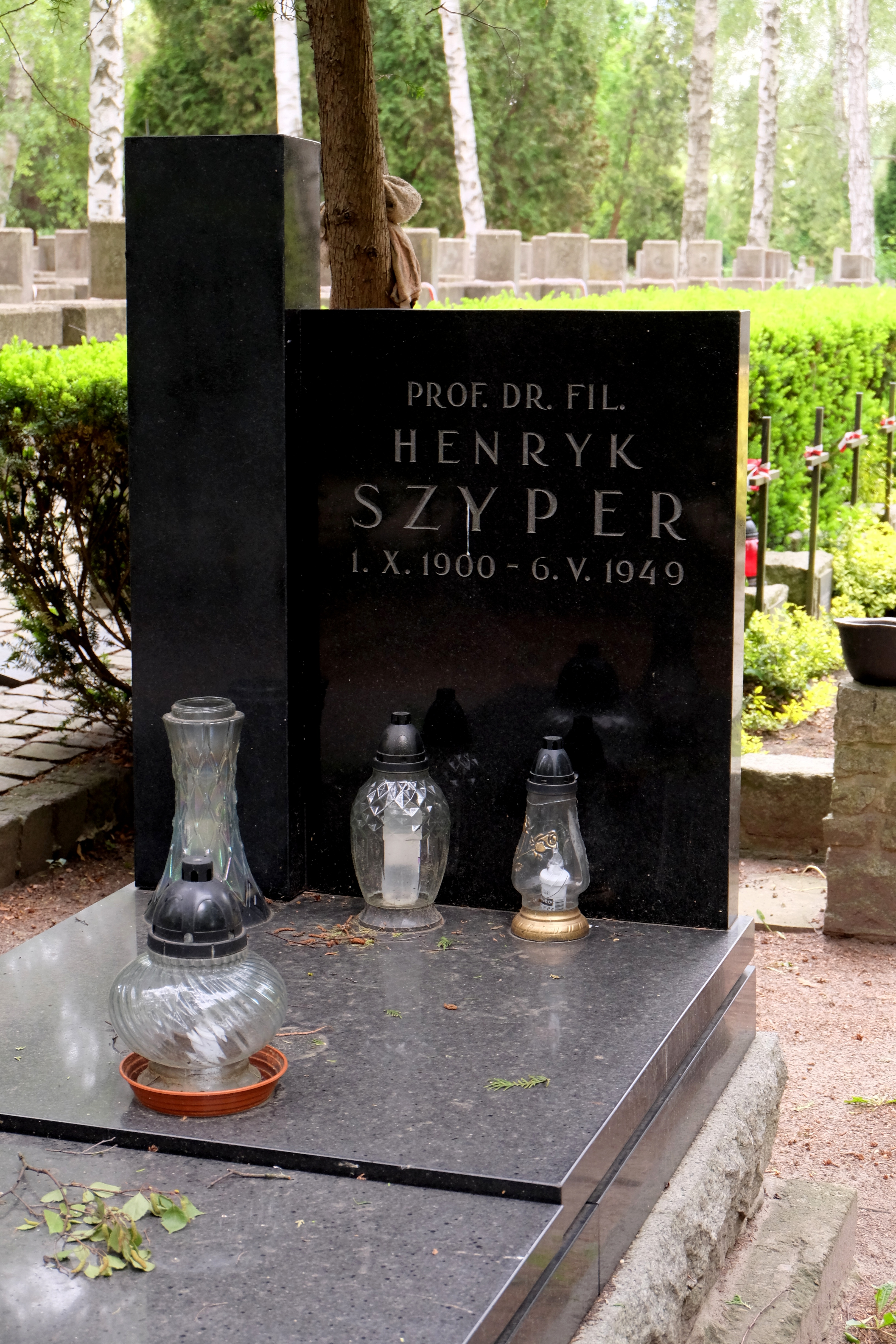
Grób Henryka Szypera na Cmentarzu Wojskowym na Powązkach w Warszawie

Był synem Naftalego i Laury, z domu Kon. Do 1909 mieszkał w Stanisławowie. Od 1910 był uczniem Gimnazjum im. Franciszka Józefa we Lwowie, z przerwą w latach 1914-1916, kiedy uczył się w Wiedniu i Krakowie. Egzamin maturalny zdał w 1918. Od 1919 studiował na Uniwersytecie Jagiellońskim, od 1920 na Uniwersytecie Jana Kazimierza. W czasie studiów był sekretarzem lewicowej Rady Akademickiej. W 1924 otrzymał stopień doktora filozofii na podstawie pracy Sentymentalizm w twórczości Mickiewicza napisanej pod kierunkiem Juliusza Kleinera. Następnie pracował jako nauczyciel. Od 1926 mieszkał w Warszawie, do 1939 pracował w seminarium nauczycielskim jako nauczyciel języka i literatury polskiej. W latach 1926–1928 był przewodniczącym Rady Naczelnej Związku Akademickiej Młodzieży Zjednoczeniowej, od 1928 członkiem Zarządu Głównego Związku Zawodowym Nauczycieli Polskich Szkół Średnich, od 1930 działaczem Związku Nauczycielstwa Polskiego, w 1932 był jednym z założycieli Towarzystwa Oświaty Demokratycznej „Nowe Tory”. W 1933 wstąpił do Polskiej Partii Socjalistycznej, wykładał na kursach Towarzystwa Uniwersytetu Robotniczego. Był współzałożycielem Warszawskiego Klubu Polonistów (1936) oraz jednym z założycieli Towarzystwa Polonistów RP (1937). Brał udział w spotkaniach Koła Krytyków Marksistów powstałego z inspiracji Komunistycznej Partii Polski.
W 1930 został sekretarzem redakcji nowo powstałego dwumiesięcznika Polonista, w latach 1930-1935 prowadził w nim dział Głosy polskiej prasy pedagogicznej o nauczaniu języka ojczystego. Od 1936 współpracował z Życiem Literackim.
W 1939 powrócił do Lwowa, w czasie okupacji sowieckiej pracował jako kierownik działu języka polskiego i języków obcych nowożytnych w Gabinecie Metodycznym przy Wydziale Oświaty Ludowej m. Lwowa, był członkiem zespołu opracowującego podręczniki szkolne z zakresu historii literatury polskiej. W 1941 po zajęciu miasta przez Niemców wyjechał do Warszawy. Brał udział w tajnym nauczaniu, współpracował z prasą podziemną. W czasie powstania warszawskiego służył w Pomocniczej Służbie Wojskowo-Technicznej. Po upadku powstania warszawskiego w 1944 zamieszkał we wsi Kamienna Wola. Po zakończeniu II wojny światowej pracował w Departamencie Programowym, następnie jako wizytator szkół w Departamencie VI Ministerstwa Oświaty. Wykładał też w Akademii Sztabu Generalnego. W 1948 był redaktorem przeznaczonej dla szkół serii Nowa Biblioteka „Wiedzy”. W tym samym roku był jednym z organizatorów Instytutu Badań Literackich, następnie uczestniczył w pracach Instytutu. W 1949 został mianowany profesorem na Wydziale Humanistycznym Uniwersytetu Warszawskiego.
W 1945 był jednym z założycieli pisma Nowa Szkoła. Publikował w Kuźnicy i od 1948 w piśmie Polonistyka. Od 1946 był członkiem Zarządu Głównego Towarzystwa Literackiego im. A. Mickiewicza w Warszawie. W 1948 wstąpił do PZPR.
W pracy naukowej zajmował się twórczością Adama Mickiewicza. Był autorem pracy pt. Adam Mickiewicz, poeta i człowiek czynu. Zarys popularny.
Pochowany na cmentarzu Powązki Wojskowe w Warszawie (kwatera A28-tuje-4). 
Postanowieniem prezydenta Bolesława Bieruta z 6 maja 1949 został pośmiertnie odznaczony Krzyżem Oficerskim Orderu Odrodzenia Polski za długoletnią, owocną działalność artystyczną.